# Diomatené
Diomatené é uma comuna rural do sul do Mali da circunscrição de Sicasso e região de Sicasso. Segundo censo de 1998, havia 3 049 residentes, enquanto segundo o de 2009, havia 4 274. A comuna inclui 4 vilas.